# Otorinolaryngologie

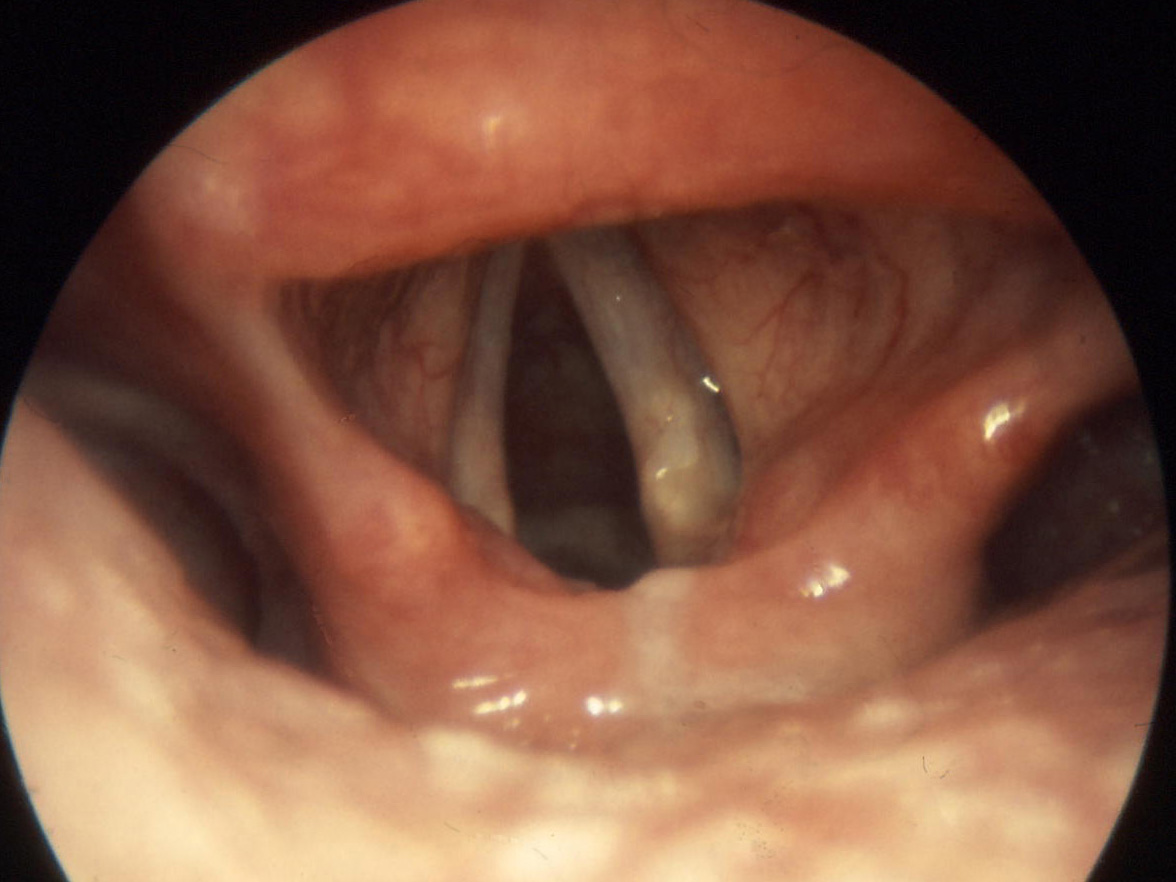
Pohled do normálního laryngu (hrtanu) na hlasivkové vazy

Otorinolaryngologie (též otorhinolaryngologie), zkráceně ORL, je chirurgický lékařský obor, který se specializuje na diagnózu a léčbu chorob ušních, nosních a krčních. Vedle toho se také zabývá onemocněními hlavy a krku. Úplný název této lékařské disciplíny je proto otorinolaryngologie a chirurgie hlavy a krku. Lékaři zabývající se touto disciplínou se nazývají otorinolaryngologové. Mezi nelékaři běžným názvem této lékařské disciplíny je ušní, nosní, krční. Běžně používaná zkratka ORL (OtoRhinoLaryngologie) pochází z řeckého slova ωτορρινολαρυγγολογία (otos = druhý pád slova ucho, rhinos = nos, larynx = hrtan (krk/hrdlo), logos = věda). Doslovný překlad této zkratky je tedy nauka o uchu, nosu a krku.

## Atestacev ORL
Do oboru ORL se může přihlásit lékař ihned po promoci. Předatestační praxe trvá minimálně 6 let, z toho lékař ucházející se o atestaci v oboru musí absolvovat minimálně:
- 60 měsíců na oddělení ORL s lůžkovou i ambulantní částí
- 3 měsíce na oddělení chirurgickém
- 3 měsíce na oddělení interním
- 1 měsíc na oddělení ARO
- 1 měsíc na oddělení maxilofaciální chirurgie
- 1 měsíc na oddělení traumatologie
- 1 měsíc na oddělení onkologie
- 1 měsíc na oddělení pediatrie
- 1 měsíc na oddělení plastické chirurgie

doporučena je i praxe
- 1 měsíc na oddělení neurologie
- 1 měsíc na oddělení infekčního lékařství
- 2 týdny na oddělení očního lékařství

Po absolvování předepsané praxe a složení atestační zkoušky je lékař plně oprávněn k výkonu práce ORL specialisty v nemocniční i ambulantní sféře pro děti i dospělé. Lékař se může dále specializovat v oboru audiologie a foniatrie.

## Nástavbové obory ORL (obecně, nikoliv v ČR)
- foniatrie, která zabývá se navíc poruchami hlasu, sluchu a řeči. Užívá nejen běžných léčebných metod – medikamentosních, chirurgických – ale také speciální metody reedukační či edukační – jedná se především o nácvik správné tvorby hlasové – provádí se především u hlasových profesionálů, a to jak jednotlivě, tak ve skupinách.

- neurootologie, která se zabývá ušními šelesty a závraťovými stavy ORL původu. Vyšetření se provádí za pomocí speciálních metod, kterými je například kraniokorpografie, elektronystagmografie, videonystagmografie a posturografie.